# معركة قبرة
معركة قبرة وقعة عام 1079 في جنوب الأندلس في بلدة قبرة بين طائفتي غرناطة وإشبيلية. وكلا الجانبين مدعوم بفرسان من قشتالة التي يحكمها ألفونسو السادس.

## خلفية
عندما توفي المعتضد بن عباد سنة (461 هـ / 1069)، وخلفه في الحُكم ابنه المعتمد على الله محمد، وكان المعتمد ذا طموح، ولم يكن ينسى ما كان بين أبيه وبين باديس، وظلَّ يتحيَّن الفرصة تلو الأخرى ليقتنص من غرناطة ما يقدر، وكان يُراقب الأحداث في غرناطة عن كثب، وكان المعتمد بن عباد مثل آبائه وأجداده يتوجَّس خوفًا من تنامي قوَّة البربر في الأندلس؛ وخاصَّة قاعدتهم الأقوى غرناطة؛ إذ هي مهبطهم الأول إلى الأندلس عندما يأتون من وراء البحار من عُدوة المغرب، إضافة إلى هذا فإن النزعة العنصرية بين العرب والبربر كانت على أشدِّها في إشبيلية وغرناطة.
وكانت سياسة باديس بن حبوس في مجملها ذات نزعة عنصرية واضحة للبربر؛ فمن ناحية يتقوَّى بهم ضدَّ ممالك الأندلس، ومن ناحية يتقوَّوْن به ضدَّ عدوان الآخرين عليهم، وهو ما رأيناه في أحداث قَرْمُونة ومَالَقَة وأركش وجَيَّان وغيرها من ممالك البربر الجنوبية والشرقية في الأندلس، وكانت هذه النزعة العنصرية متملِّكة في دم باديس بن حبوس، حتى أعمته عن الصواب في كثير من قراراته؛ ففي سنة (475 هـ / 1065) قام أحد الفرسان ويُسَمَّى ابن يعقوب باغتيال أبي نصر بن أبي نور أمير رُنْدة البربرية بتدبيرٍ من المعتضد بن عباد، فلما سمع باديس بن حبوس بالخبر قام للحادثة وقعد، وهاج من داء عصبيته ما قد سكن، وشقَّ أثوابه... وهجر شرابه الذي لا صبر له عنه، وفكر في قتل رعاياه الأندلسيين من العرب في غرناطة، وأخذ قراره بقتلهم جميعًا في المسجد الجامع بغرناطة يوم الجمعة، وشاور وزيره اليهودي يوسف بن إسماعيل بن نغرانة، مدبِّر دولته الذي لا يقطع أمرًا دونه، فحذَّره الوزير من العواقب الوخيمة لذلك الأمر، إلا أنه لم يستمع لنُصح وزيره، وحشد جنده، ولكنَّ سبقه ابن نغرانة الذي أرسل بعض النساء خفية إلى دور الأندلسيين العرب وحذَّرهم من الحضور إلى المسجد يوم الجمعة، وهكذا فشل تدبيره، ثم عدل عن قراره بعد أن اقتنع بنصح وزرائه من صنهاجة.

## انتزاع جيان
تُوُفِّي باديس بن حبوس في سنة (465 هـ / 1073)، وملك من بعد حفيده عبد الله بن بلقين، وكان صبيًّا صغيرًا لا يملك من أمره شيئًا، وتولَّى أمور دولته الوزير سماجة الصنهاجي، واستبدَّ بالأمر، وكان رجلاً قويًّا حاسمًا، مرهوب العقاب، شديد السطو، كما جعل عبد الله بن بلقين أخاه تميمًا على مَالَقَة، وقد أدرك المعتمد أن هذه فرصته ليتوسَّع على حساب غرناطة، فحشد جنده واتجه إلى مدينة جيان، وانتزعها من يد ابن بلقين سنة (466 هـ / 1074)، وكانت هذه ضربة قاضية لعبد الله بن بلقين؛ إذ تُعَدُّ جَيَّان أخطر قاعدة عسكرية لمملكة غرناطة الشمالية، ثم توجَّه المعتمد بن عباد بقوَّاته إلى غرناطة وفرض عليها الحصار، وابتنى الحصون ليُرهق المدينة بغاراته عليها، ولكنه فشل ورفع الحصار لحصانة المدينة وشدة بأس وزيرها سماجة الصنهاجي.

## المعركة
رأى الأمير عبد الله بن بلقين أنه لا قِبَل له بمقاومة جُند المعتمد بن عباد إذا عاود الكرة عليه وأغار على غرناطة، وفكَّر ابن بلقين وقدَّر، إذْ قاده تفكيره إلى أن بعث وزيره سماجة الصنهاجي إلى ألفونسو السادس ملك قشتالة؛ يستعين به على المعتمد بن عباد، وتعهَّد له بدفع جزية مقدارها عشرون ألف دينار، وبالطبع وافق ألفونسو، وخرج عبد الله بن بلقين بجند غرناطة وجند النصارى القشتاليين، وأغار على أراضي إشبيلية، وعاث فيها فسادًا، واستطاع أن يستردَّ حصن قَبْرَة الواقع في جنوب غربي جَيَّان. بيد أن المعتمد لم يقف مكتوفاً إزاء هذه الحركة، فاتجه بدوره إلى النصارى، وأرسل وزيره الشهير أبا بكر بن عمار إلى ملك قشتالة ألفونسو السادس، فعقد معه حلفاً دفع مقابل عقده خمسين ألف دينار. ويقضي هذا الحلف بأن يتعاون المعتمد وألفونسو السادس، على افتتاح غرناطة، وأن تكون المدينة ذاتها للمعتمد، وأن تكون ذخائر القلعة الحمراء لألفونسو. وظهر أثر هذه المعاهدة على الفور، إذ عمد النصارى إلى تخريب بسائط غرناطة.
وأمد ملك قشتالة ابن عمار بسرية من جنده. وبدأ بتنفيذ الخطة بإنشاء حصن على مقربة من غرناطة، شحنه بالجند لإرهاق المدينة. وحاول ابن عباد أن يؤثر بواسطة هذا الحصن في أهل المدينة، ولكنه لم ينل منها مأرباً بالرغم مما أحاق بها من الضيق. ولما منى ابن عباد بالهزيمة في قرطبة على يد ابن ذى النون (467 هـ) اضطر أن يخلي الحصن، فاحتلته جنود غرناطة. ثم عاد ابن عمار فحرض ألفونسو السادس على غزو أراضي غرناطة، وزين له سهولة افتتاحها، وعندئذ رأى عبد الله بن بلقين أن يتفاهم مع ملك قشتالة، فسار إليه بنفسه، وأسفرت المفاوضات بينهما عن تعهد عبد الله بأن يؤدي جزية سنوية قدرها عشرة آلاف مثقال من الذهب، وأن يسلم بعض الحصون الواقعة جنوب غربي جيان، وهذه باعها ملك قشتالة إلى ابن عباد.